# Hauptfriedhof (Heilbronn)

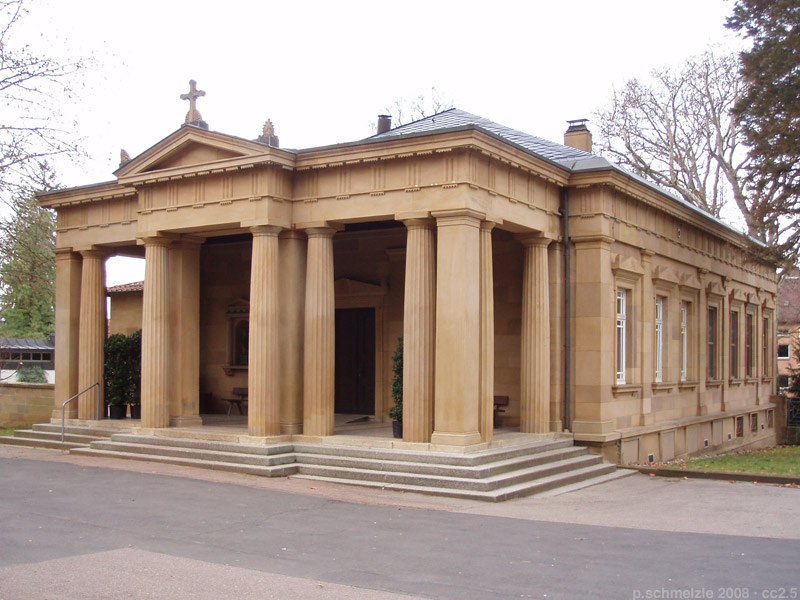
Die Leichenhalle des Hauptfriedhofs in Heilbronn

Der Hauptfriedhof (auch Neuer Friedhof) von Heilbronn wurde 1882 eröffnet, ist der größte Friedhof im Stadtgebiet und wird bis heute belegt. Auf dem rund 15 ha großen Gelände mit viel altem Baumbestand befinden sich das älteste Krematorium Württembergs sowie zahlreiche historische Grabdenkmale. Der Friedhof steht als Kulturdenkmal unter Denkmalschutz.

## Geschichte

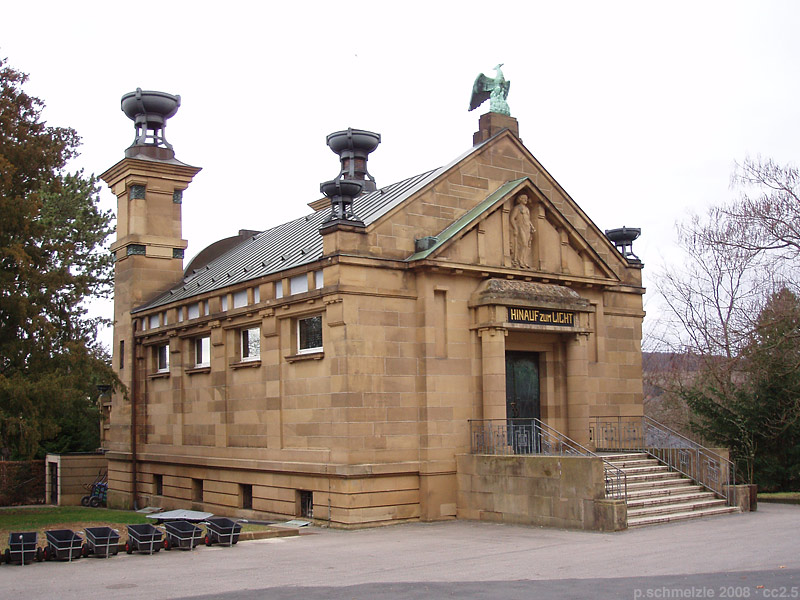
Krematorium, erbaut 1905 von Emil Beutinger

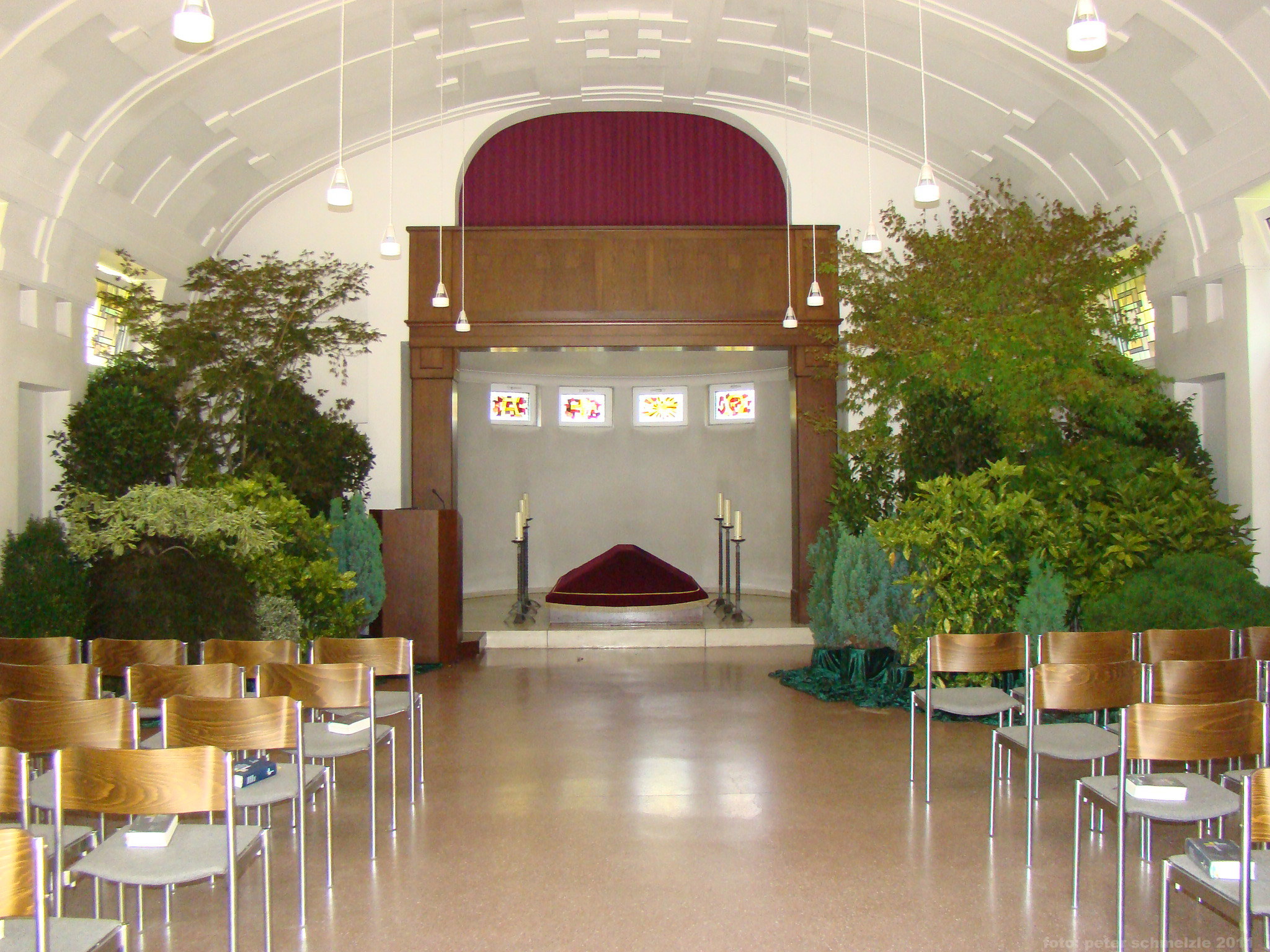
Trauerhalle des Krematoriums

Der 1530 eingerichtete Alte Heilbronner Friedhof an der Weinsberger Straße in Heilbronn war nach mehreren Erweiterungen in der zweiten Hälfte des 19. Jahrhunderts wieder überbelegt, so dass 1877 der Bedarf nach einem neuen Friedhof bestand. Mit Hinblick auf die vorherrschende Windsituation sollte der Friedhof nur im Norden oder Osten der Stadt angelegt werden. Der Stadtbauplan von Reinhard Baumeister von 1873 hatte bereits das Gelände „auf der Bühn“ auf dem Heilbronner Lerchenberg östlich der Innenstadt zur Anlage eines neuen Friedhofs vorgesehen, das die Stadt durch den Erwerb mehrerer Parzellen für rund 50.000 Mark jedoch zunächst in ihren Besitz bringen musste. 1880 gab es einen Planungswettbewerb für den neu anzulegenden Friedhof, den der Landschaftsgärtner Robert Wagner aus Stuttgart gewann. Im Januar 1881 erging der Auftrag zur Vermessung der Wege, im August 1881 zur Bepflanzung der Grünanlagen. Der neue Friedhof wurde am 1. Dezember 1882 feierlich eröffnet, zugleich wurde der alte Friedhof geschlossen. Die erste Beisetzung in einem Reihengrab erfolgte bereits am 3. Dezember 1882, beigesetzt wurde der 19-jährige Graveur Johann Martin Schweikert. Die erste Beisetzung in einem Familiengrab war am 8. Dezember 1882 die des Landgerichtspräsidenten und Reichstagsabgeordneten Gottlieb von Huber. Einige bedeutende Persönlichkeiten, die zuvor noch auf dem Alten Friedhof beigesetzt worden waren, wurden später auf den Hauptfriedhof umgebettet.
Der Haupteingang zum Friedhof befindet sich im Norden der Anlage an der äußerst östlichen Wollhaustraße. 1882 und 1885 wurden nach Plänen des Stadtbaumeisters Philipp Sulzberg (1829–1889) zwei neoklassizistische Bauten mit von Säulen getragenen Vordächern beim Eingang errichtet, die als Leichenhalle, Aussegnungshalle und Verwaltungsgebäude dienen. Das vom späteren Heilbronner Oberbürgermeister Emil Beutinger (1875–1957) geplante und bis 1905 erbaute Krematorium zählte zu den damals modernsten Anlagen dieser Art. Der ebenfalls im Stil des Neoklassizismus ausgeführte tempelartige Bau, zu dessen Bauschmuck Feuerschalen und ein Vogel Phoenix zählen, war das erste Krematorium in Württemberg. Bis heute wurden rund 54.000 Kremierungen in diesem Krematorium durchgeführt.

## Geländegestaltung und Grabarten
Den Kern des Friedhofs bildet eine Fläche von vier mal fünf nahezu quadratischen Feldern mit überwiegend Reihengräbern. Die Felder sind durch ein rechtwinkliges Netz von Wegen erschlossen. Südlich an diese Grabfelder schließen sich auf einer leichten Anhöhe Reihen mit Familiengräbern an. Südlich davon erfolgte später eine Erweiterung des Friedhofs um locker gruppierte und mit geschwungenen Wegen erschlossene Grabfelder.
Auf dem Friedhof gibt es mehrere Arten von Gräbern:
- Reihengräber (für Erd- und Feuerbestattungen von jeweils einem Sarg oder einer Urne, Ruhezeit 18 Jahre, danach Umwandlung in Wahlgrab möglich)
- Kinderreihengräber (für Kinder bis zum 6. Lebensjahr, Ruhezeit 10 Jahre, Ruhezeit kann jeweils um 10 Jahre verlängert werden)
- Wahlgräber (ein- oder mehrstellige Grabstätten, Nutzungsrecht 25 Jahre, Nachbestattungen möglich sofern die restliche Nutzungsdauer noch mindestens der Ruhezeit entspricht)
- Urnengräber an historischen Grabstätten (Nutzungsrecht kann bereits zu Lebzeiten erworben werden, keine individuelle Gestaltung möglich)
- Urnengräber für anonyme Bestattung
- Schmetterlingsgräber (für frühgeborene Kinder mit einem Gewicht von weniger als 500 Gramm)

## Persönlichkeiten, die dort ihre letzte Ruhe fanden
Auf dem Friedhof befinden sich unter anderem Gräber der Heilbronner Bürgermeister Karl Wüst, Paul Göbel, Emil Beutinger und Paul Meyle sowie der Ehrenbürger Georg Härle, Gustav Binder, Wilhelm Happel und Friedrich Niethammer. Außerdem befinden sich dort unter anderem Grabanlagen der bekannten Industriellenfamilien Knorr, Cluss, Ackermann, Rauch und Dittmar, die Unternehmerfamilie Lichdi sowie der Verlegerfamilie Kraemer und der Bankiersfamilie Rümelin.
Zu den weiteren bekannten auf dem Heilbronner Hauptfriedhof beigesetzten Personen zählen die Stadtärzte Adolf Schliz, Alfred Schliz und Ludwig Heuss, der Knorr-Generaldirektor Gustav Pielenz, der Gastwirt Louis Hentges, der Fabrikant Andreas Faißt, der Salzwerk-Gründer Theodor Lichtenberger, der Fabrikant Louis Link, der Lehrer Christian Leichtle und der Komponist Robert Edler.
Zahlreiche Grabanlagen aus der Zeit des Klassizismus und des Jugendstils gelten inzwischen als künstlerisch wertvoll und wurden von bekannten Künstlern gestaltet. Emil Kiemlen schuf die Knorr-Grabanlage, Daniel Stocker die Gutbrod-Grabanlage, Ernst Yelin die Ackermann-Grabanlage, Adolf von Donndorf die Faißt-Grabanlage, Ludwig Eisenlohr das Karl-Wüst-Grabmal und Hermann Hahn das monumentale Grabmal für den jung gefallenen Kaufmann Rudolf Sperling.

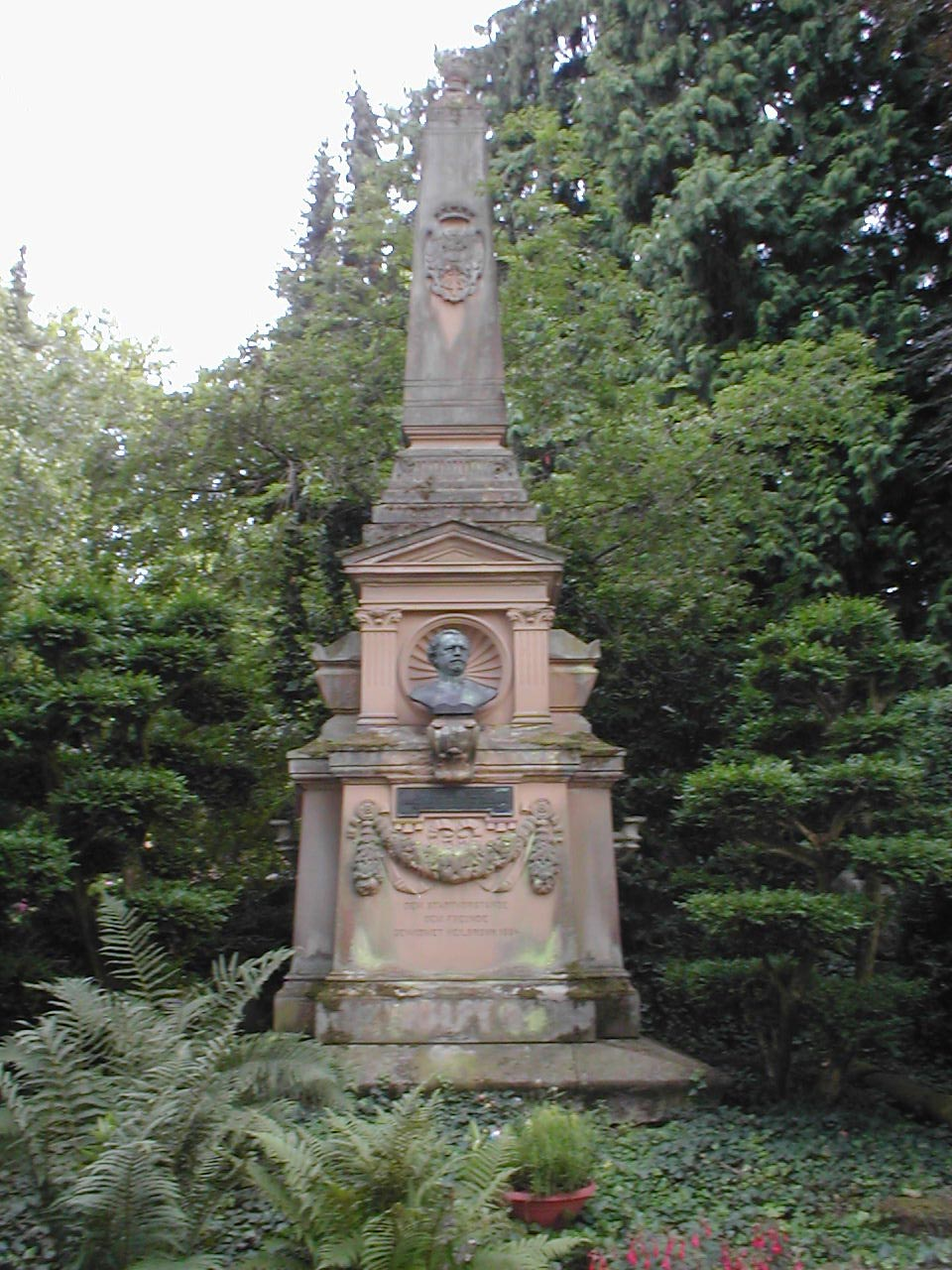
Grabmal für Karl Wüst
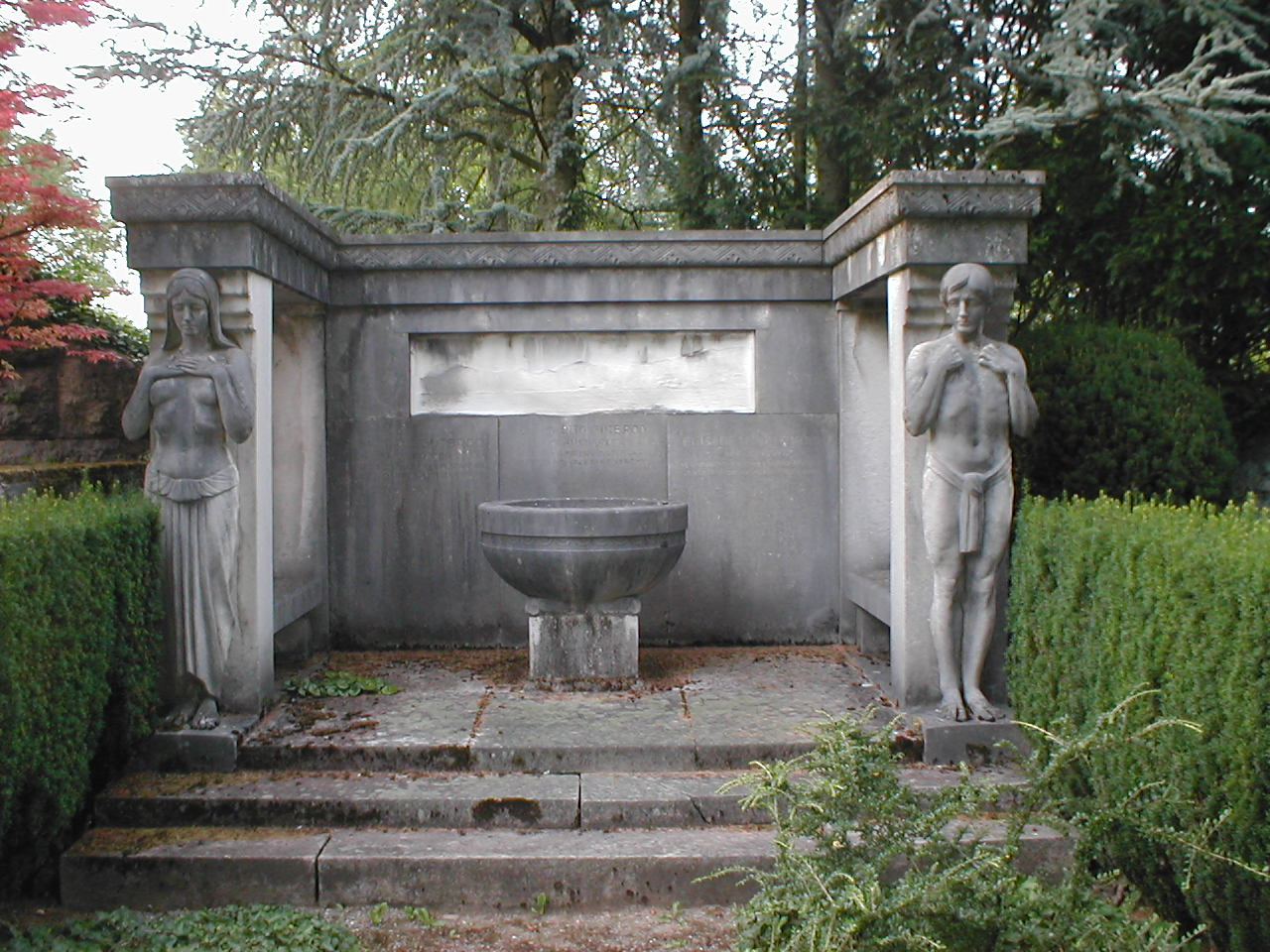
Jugendstil-Grabmal des Frauenarztes Gutbrod mit Marmor-Relief
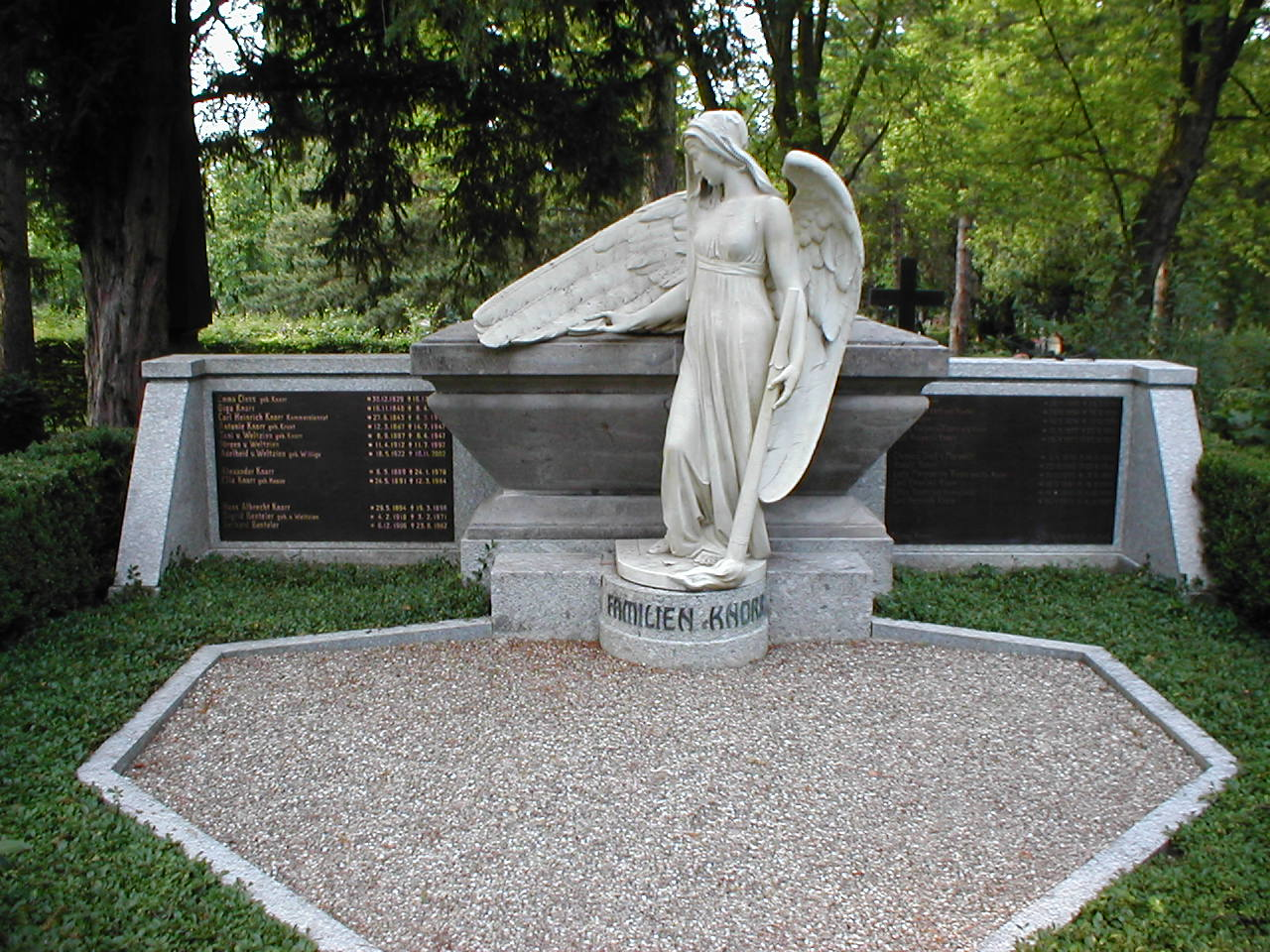
Grabmal der Industriellen-Familie Knorr
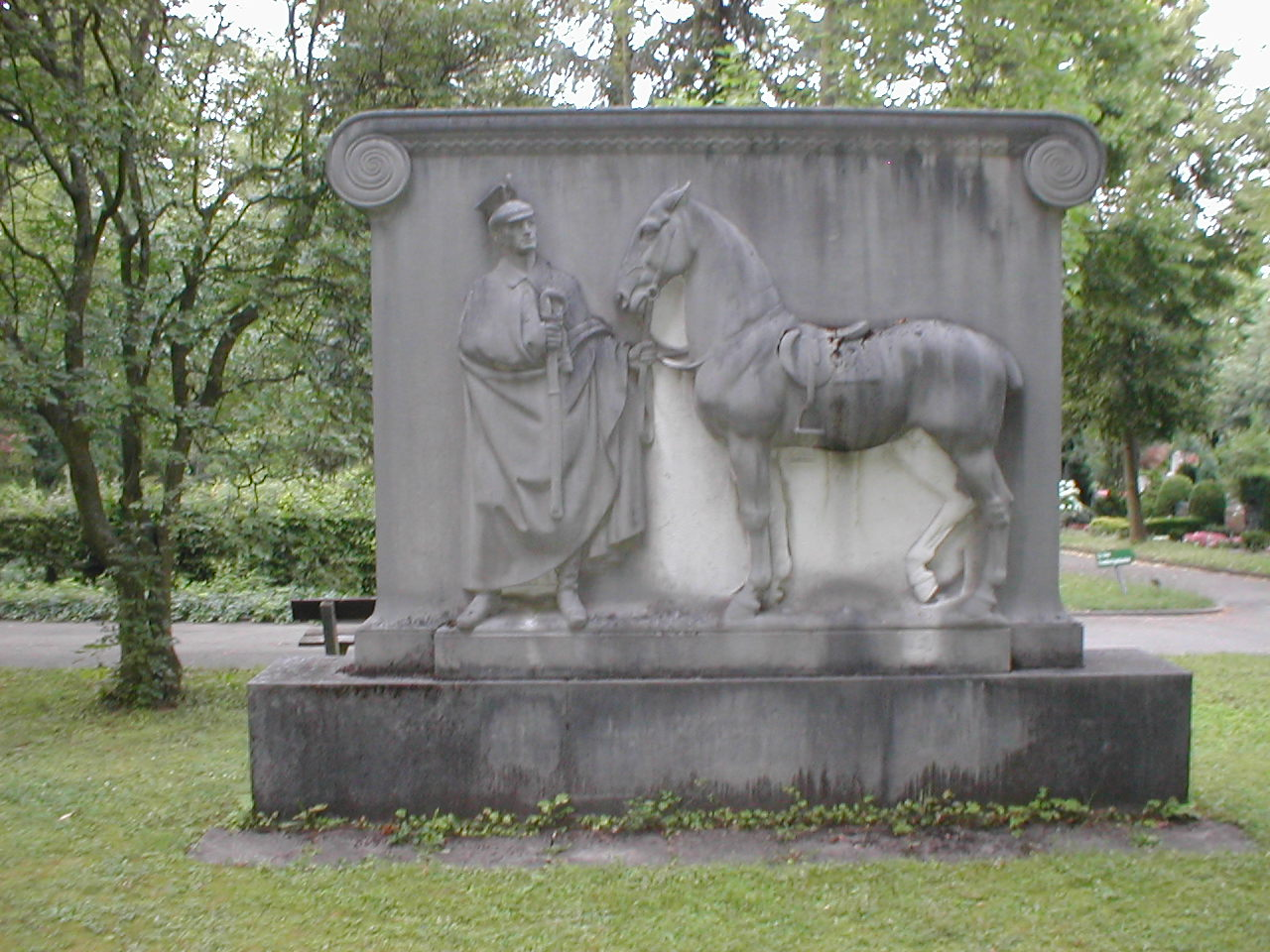
Grabmal Sperling, Reliefplastik
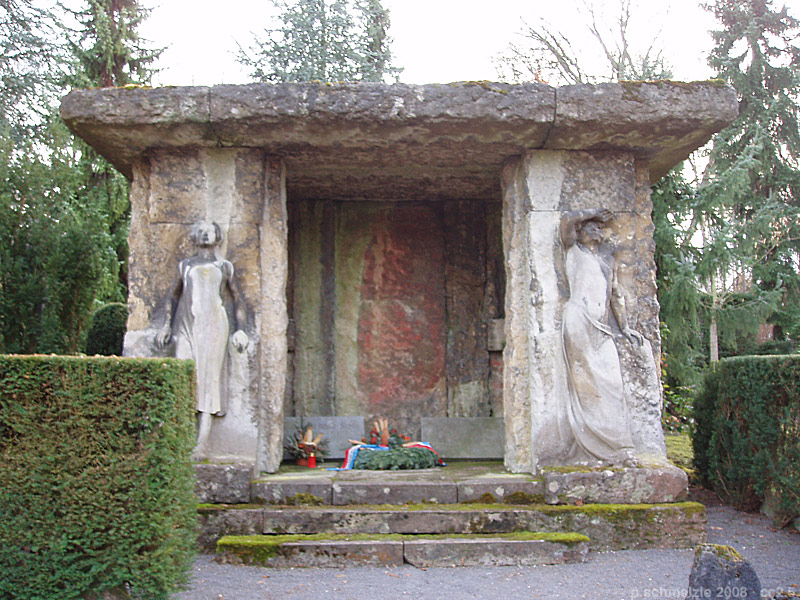
Grabmal Schliz
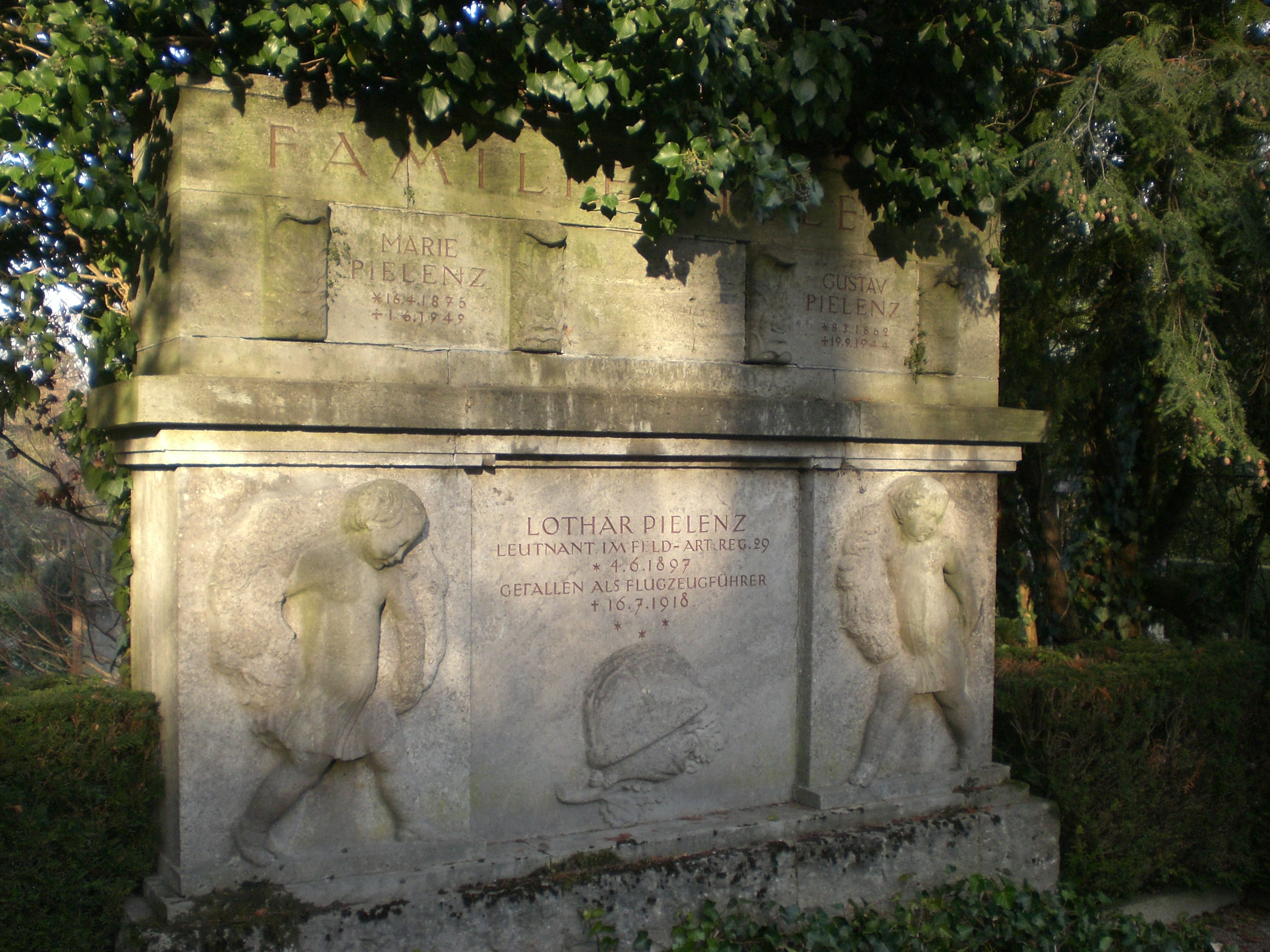
Grabmal Pielenz

## Ehrengräber und Sonderfriedhöfe
An der Westseite des Friedhofs befinden sich in einem langen Geländestreifen Ehrengräber für im Ersten Weltkrieg im Heilbronner Lazarett verstorbene deutsche Soldaten sowie im oberen Teil für verstorbene Kriegsgefangene. Auf zwölf Monumentalsteinen sind die Namen von 341 deutschen und 237 ausländischen Soldaten verzeichnet. In diesem Teil des Friedhofs wurde außerdem auch Garnisonspfarrer Weitbrecht bestattet, der am 30. September 1914 bei der Beisetzung eines Kriegers an einem Herzschlag starb. Das Ehrenfeld wurde im Zweiten Weltkrieg erweitert. Dort fanden dann auch die verstorbenen Soldaten aus den Heilbronner Lazaretten ihre letzte Ruhe, die nicht in ihre Heimat überführt werden konnten. Außerdem wurden dort bis Anfang Dezember 1944 auch die Heilbronner Luftkriegsopfer bestattet und später die deutschen Soldaten, die beim Kampf um Heilbronn um 1945 gefallen waren. Man hat zudem dorthin auch Soldaten umgebettet, die man in Weinbergen und Wäldern um Heilbronn bestattet fand. Später wurde bei den Ehrenfeldern für die Kriegstoten noch ein „Euthanasie“-Mahnmal errichtet.
1934 wurde in der Abt. 27/III ein Ehrenfeld für verstorbene Kämpfer der nationalsozialistischen Bewegung eröffnet, nachdem ein solches durch den Tod eines Stadtrats und Ortsgruppenleiters nötig geworden war. In diesem Ehrenfeld wurden insgesamt neun Personen bestattet, außerdem wurde dort auch ein Ehrenmal für die Toten des 9. November 1923 errichtet. Nach dem Krieg wurden das Ehrenfeld in die private Obhut der Hinterbliebenen übergeben und das Mahnmal entfernt.
Für die Toten des Ausländer-Tuberkulosekrankenhauses der UNRRA bzw. der IRO im Jägerhauskrankenhaus sowie für die Toten des Ausländerlagers in der früheren Artilleriekaserne in der Einsteinstraße wurde in der Abt. 22 ein Sonderfriedhof eingerichtet, in dem rund 140 Polen beerdigt wurden.
An der zentralen Wegkreuzung des Hauptfeldes befindet sich ein Gedenkstein für die 13 getöteten Heilbronner Lehrer und Schüler der Heilbronner Tragödie am Dachstein an Karfreitag 1954, wobei 11 der 13 Opfer dort auch beigesetzt sind. 

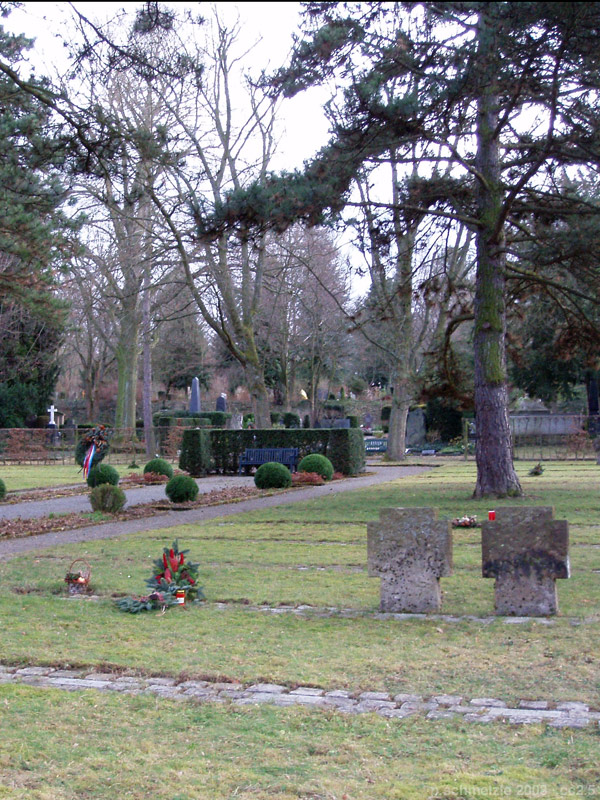
Soldatengräber
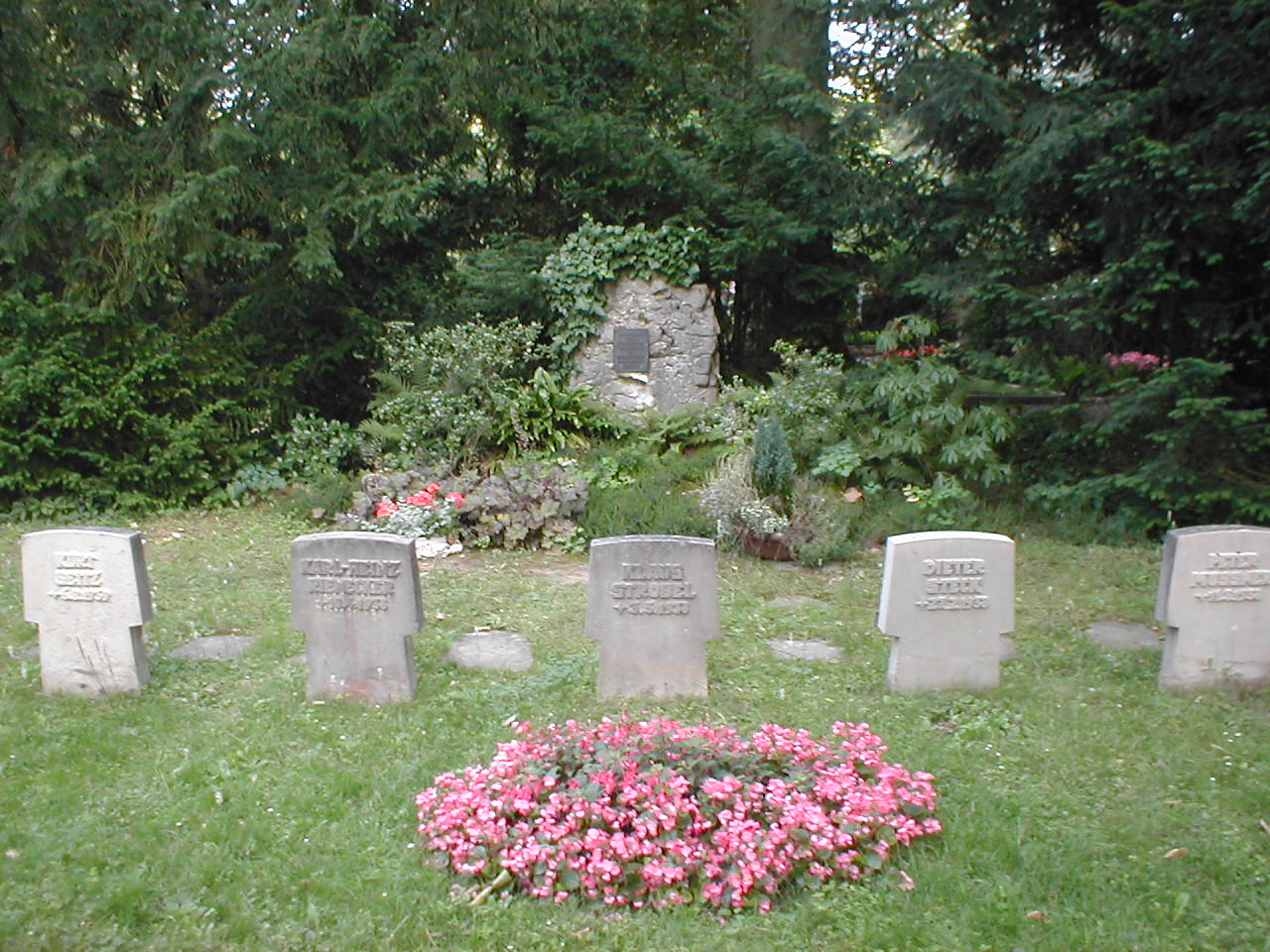
Dachstein-Gräber